# 유엔의 역사

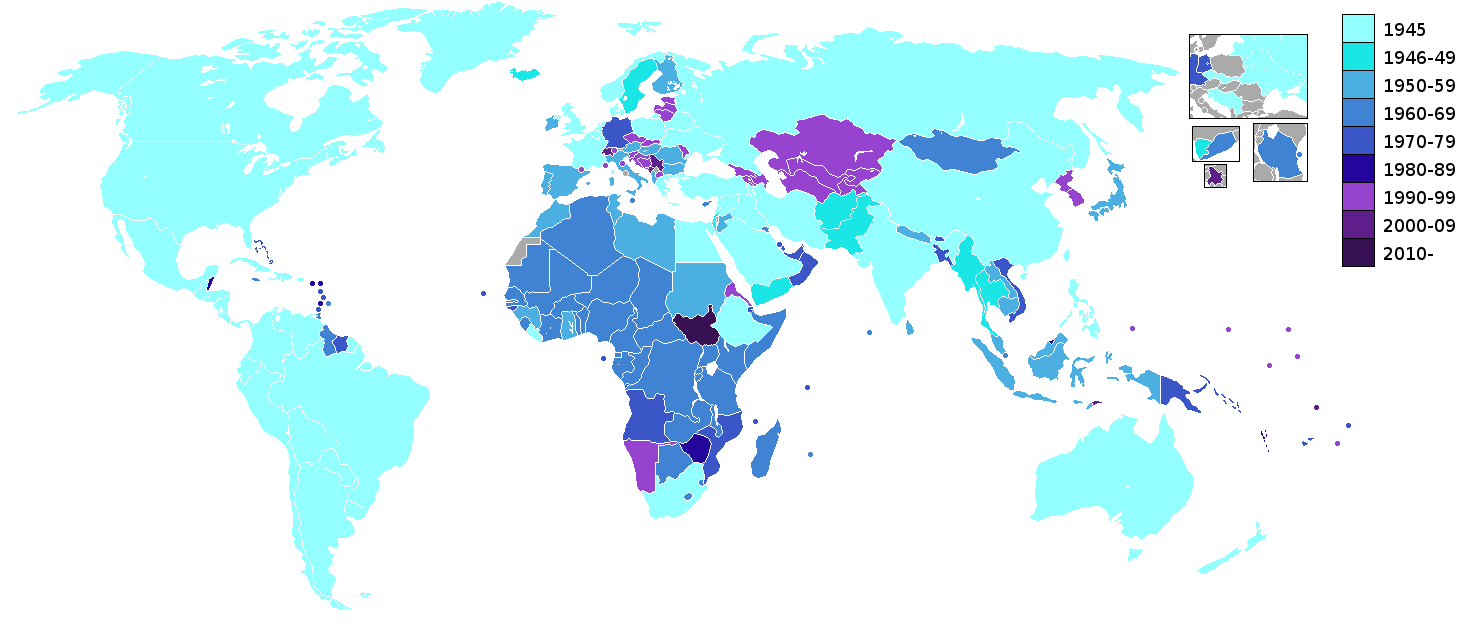
유엔 가입국의 변화

유엔의 역사는 제2차 세계 대전으로 거슬러 올라 간다. 유엔의 목표와 활동은 21세기 초반의 전형적인 국제 기구 확장이기도 하다.

## 명칭
"유엔"("United Nations")이라는 명칭은 제2차 세계 대전 중이던 1941년 프랭클린 D. 루즈벨트 미국 대통령이 처음 제안했다. 프랭클린 루즈벨트는 1942년 1월 1일에 발표된 연합국 공동 선언에서 이 명칭을 처음 사용했다. 제2차 세계 대전 이후부터 "유엔"이라는 명칭은 연합국으로 참전한 국가들의 동맹을 뜻하는 말로 쓰이게 된다.

## 준비

유엔의 창설

유엔 창설에 관한 구상은 1943년 10월 소련 모스크바에서 열린 미국·영국·소련 3개국 대표가 참석한 모스크바 회담과 테헤란 회담에서 드러나기 시작한다. 그 후 1944년 8월부터 10월까지 미국 워싱턴에서 열린 덤버턴오크스 회의에서 미국과 영국, 소련, 프랑스, 중국 5개국 대표는 유엔 창설 계획을 논의했다.
앞에서 언급한 회담과 뒤를 이어 열린 회담은 유엔의 목적, 회원국과 기구, 국제 평화와 안보 유지, 국제 사회와 경제 협력에 관한 제안을 논의하기 위해 열린 회의였다. 1945년 3월 1일에 열린 얄타 회담에서는 연합국으로 참전한 나라에게 유엔 가입을 개방하는 것에 합의했다.

## 창설
1945년 4월 25일 샌프란시스코에서 국제 기구에 관한 연합국 회의(샌프란시스코 회의)가 열렸다. 회의에 참석한 연합국 50개국 대표들은 1945년 6월 25일 111개 조항으로 구성된 유엔 헌장에 합의했으며 6월 26일 헌장에 서명했다. 폴란드는 회의에 참석하지는 않았으나 헌장에 서명했다. 1945년 10월 24일 유엔 창설과 함께 유엔 안전 보장 이사회 상임이사국 5개국인 미국, 영국, 소련, 프랑스, 중국을 비롯한 51개 회원국이 헌장을 비준했다.

## 본부

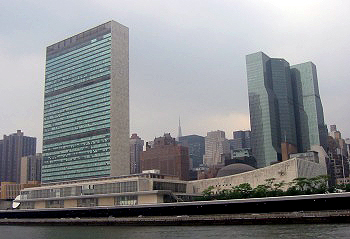
뉴욕에 위치한 유엔 본부

1945년 12월 미국 상원과 미국 하원은 유엔 본부를 미국에 설치하자는 제안을 만장일치로 통과시켰다. 유엔은 이 제안을 받아들여 뉴욕에 본부를 설치하기로 결정했다. 한편 존 D. 록펠러 2세는 1949년과 1950년 두 차례에 걸쳐 뉴욕 이스트 강의 토지를 850만 달러에 구입했다. 유엔 본부는 1951년 1월 9일에 문을 열었다.
미국 뉴욕에 본부를 두고 있는 유엔은 헤이그와 빈, 제네바와 나이로비 등지에 산하 기관을 두고 있다.

## 같이 보기
- 제2차 세계 대전의 외교사
- 유엔 안전 보장 이사회 이사국 목록
- 유엔의 개혁